# Skvîra
Skvîra (în ucraineană Сквира) este orașul raional de reședință al raionului Skvîra din regiunea Kiev, Ucraina. În afara localității principale, mai cuprinde și satul Kononivka.

## Demografie
Componența lingvistică a orașului Skvîra
     Ucraineană (97,62%)
     Rusă (1,9%)
     Alte limbi (0,23%)
Conform recensământului din 2001, majoritatea populației orașului Skvîra era vorbitoare de ucraineană (97,62%), existând în minoritate și vorbitori de rusă (1,9%).

## Galerie de imagini

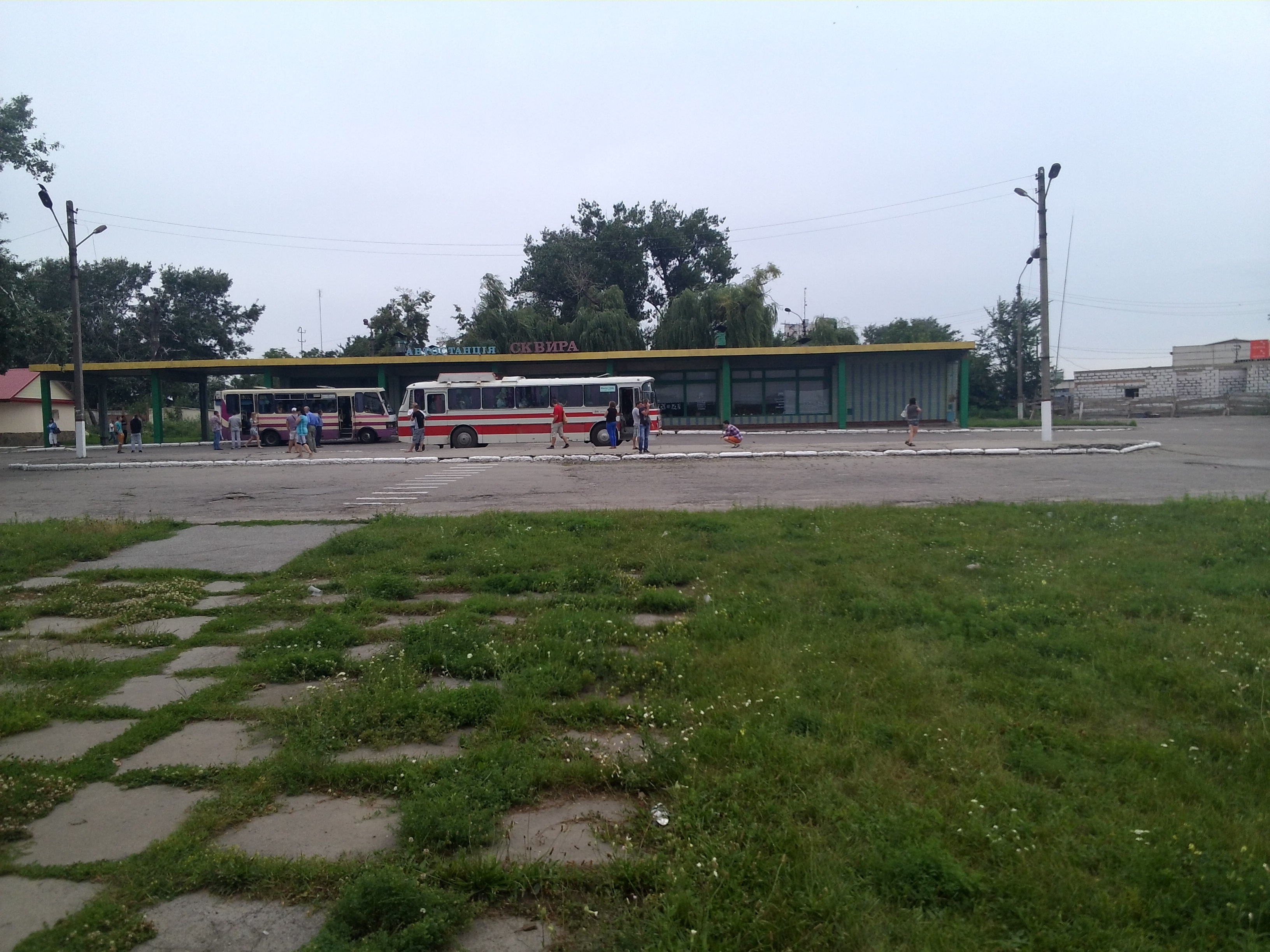
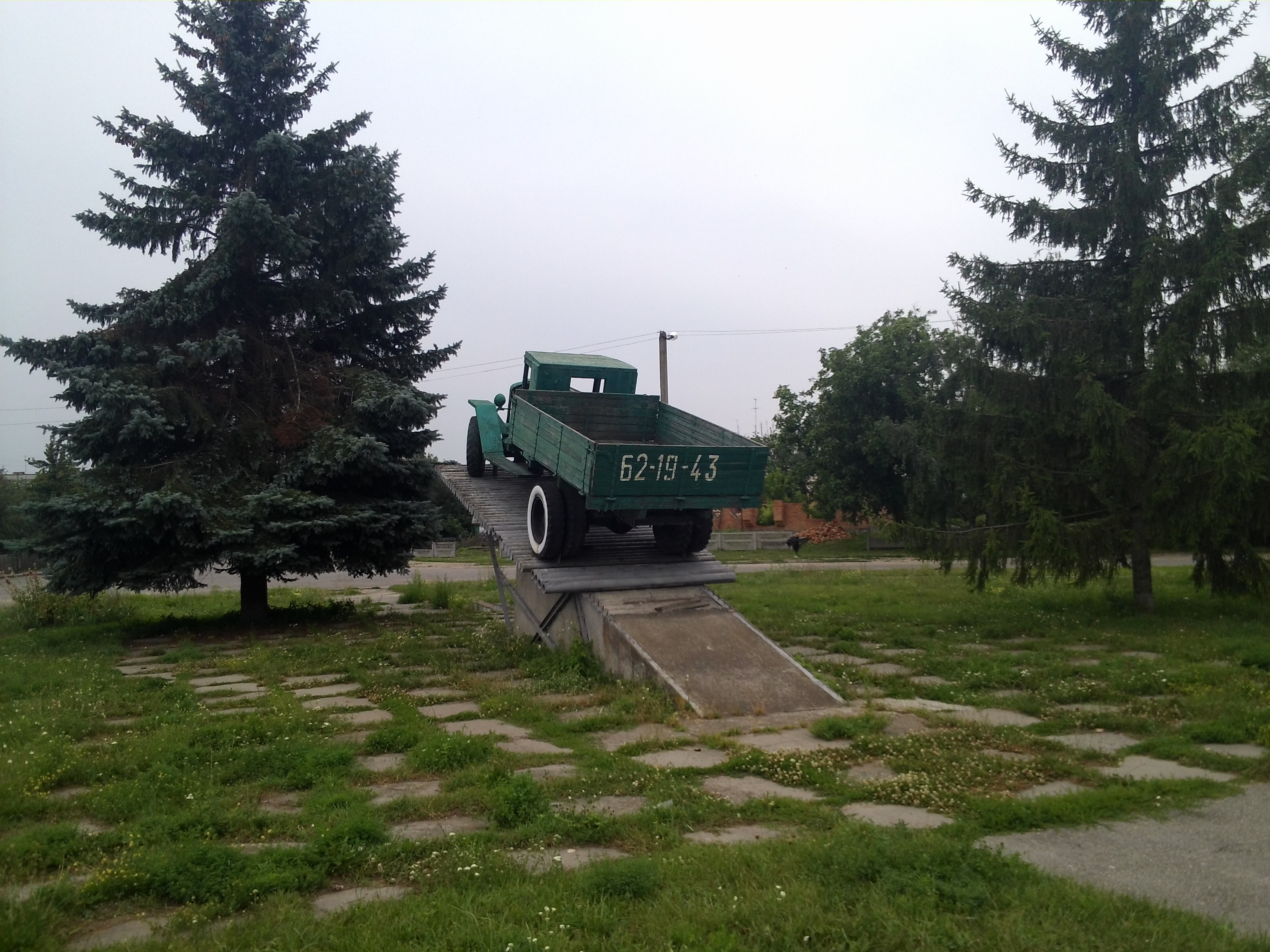

## Istoric
Marele Ducat al Lituaniei 1390–1569

 Uniunea statală polono-lituaniană 1569–1793

 Imperiul Rus 1793–1917

 RSS Ucraineană 1920–1922

 Uniunea Sovietică 1922–1941

 Imperiul German (ocupația) 1941–1944

 Uniunea Sovietică 1944–1991

 Ucraina 1991–prezent 